# 경주시 갑
경주시 갑은 대한민국의 옛 국회의원 선거구이다. 당시 경상북도 경주시의 일부 지역을 관할했다.

## 역사
1995년 1월, 경주시와 경주군이 통합되면서 통합 경주시가 출범했다. 이에 제15대 국회의원 선거를 앞두고 경주시의 일부 지역을 관할하는 선거구로 신설되었다.
제16대 국회의원 선거를 앞두고 경주시 갑, 을 선거구가 통합되어 경주시 단독 선거구를 이루게 됨에 따라 폐지되었다.

## 역대 국회의원
| 선거   | 정당 | 정당   | 의원   |
| ------ | ---- | ------ | ------ |
| 1996년 |      | 무소속 | 김일윤 |

## 역대 선거 결과

### 대한민국 제15대 국회의원 선거
|  | 32.74% |

|  | 31.79% |

|  | 23.15% |

|  | 5.27% |

|  | 5.05% |

|  | 1.97% |